# Elga
Elga  è un nome proprio di persona italiano femminile.

## Varianti
- Maschili: Elgo[1]

### Varianti in altre lingue
- Catalano: Helga[3]
- Ceco: Helga[4]
- Danese: Helga[4]
  - Ipocoristici: Hella[4], Helle[4]
  - Maschili: Helge[4]
- Estone: Aili[4]
  - Ipocoristici: Helle[4]
- Finlandese: Helga[4], Helka[4]
  - Maschili: Helge[4]
- Islandese: Helga[4]
  - Maschili: Helgi[4]
- Norreno: Helga[4][5]
  - Maschili: Helgi[4]
- Norvegese: Helga[4], Laila[4]
  - Ipocoristici: Hege[4]
  - Maschili: Helge[4]
- Olandese: Helga[4]
- Portoghese: Helga[4]
- Russo: Ольга (Ol'ga)[4]
- Sami: Áile[4], Láilá[4]
- Spagnolo: Helga[3]
- Svedese: Helga[4], Laila[4]
  - Maschili: Helge[4]
- Tedesco: Helga[4]
  - Ipocoristici: Hella[4]
  - Maschili: Helge[4]
- Ungherese: Helga[4]

## Origine e diffusione
È un adattamento del nome tedesco e scandinavo Helga; questo risale al norreno Helga (maschile Helgi), data heilagr ("santo", "benedetto"), e quindi ha il significato di "santa". Da Helga, tramite la forma russa Ольга (Ol'ga), deriva il nome Olga.
Negli anni 1970, in Italia si contavano del nome appena cinquecento occorrenze circa (più una ventina del maschile "Elgo"), disperse al Nord e in Toscana, non contando le circa tremila occorrenze di Helga attestate tra la popolazione germanofona dell'Alto Adige. In Gran Bretagna il nome (nella forma Helga) era in uso prima della conquista normanna, dopo la quale andò a sparire; venne reintrodotto nei paesi anglofoni direttamente dalla Scandinavia nel XIX secolo.

## Onomastico
L'onomastico si può festeggiare lo stesso giorno di Olga, l'11 luglio, in memoria di santa Olga (il cui nome è una variante di Elga). 

## Persone

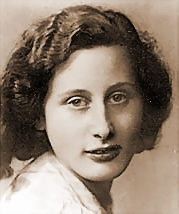
Helga Deen

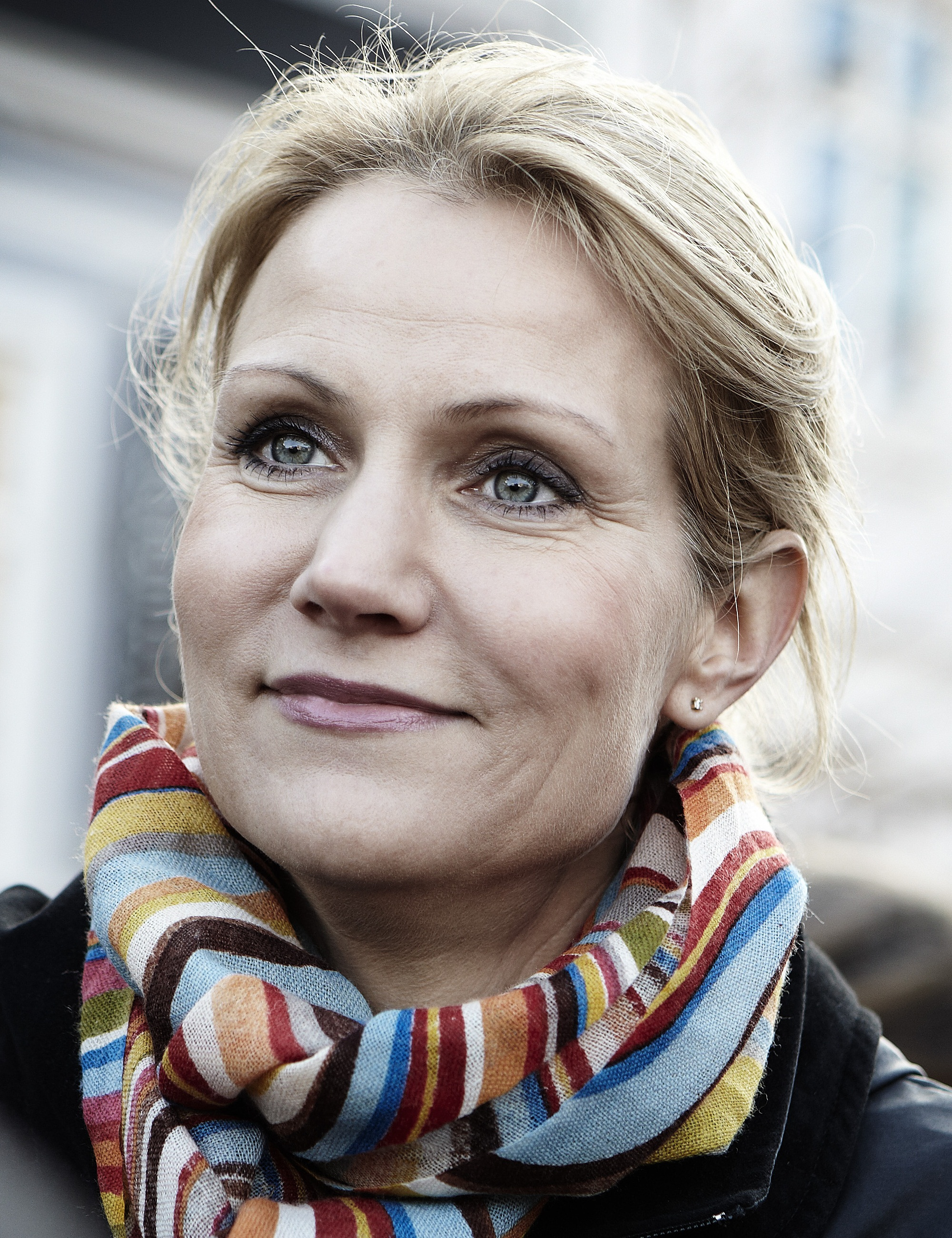
Helle Thorning-Schmidt

- Elga Andersen, modella e attrice tedesca
- Elga Brink, attrice tedesca

### Variante Helga
- Helga Anders, attrice e doppiatrice tedesca
- Helga Deen, donna olandese autrice di un diario durante la Shoah
- Helga Feddersen, attrice, sceneggiatrice, cantante e conduttrice televisiva tedesca
- Helga Hošková-Weissová, artista ceca
- Helga Liné, attrice, ballerina, circense e modella tedesca
- Helga Maria Novak, poetessa islandese
- Helga Schneider, scrittrice tedesca naturalizzata italiana
- Helga Schmid, diplomatica tedesca
- Helga Thaler Ausserhofer, politica italiana

### Altre varianti femminili
- Laila Freivalds, politica svedese
- Hella Haasse, scrittrice olandese
- Laila Kinnunen, cantante finlandese
- Hege Riise, calciatrice e allenatrice di calcio norvegese
- Helle Thorning-Schmidt, politica danese

### Variante maschile Helge
- Helge Almquist, storico svedese
- Helge Bronée, calciatore danese
- Helge Haugen, calciatore norvegese

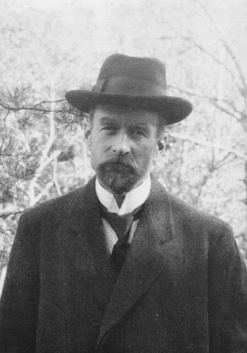
Helge von Koch

- Helge Ingstad, esploratore, avvocato e politico norvegese
- Helge Payer, calciatore e commentatore televisivo austriaco
- Helge Rode, scrittore e giornalista danese
- Helge Rosvænge, tenore danese
- Helge Schneider, comico, cantante, attore , regista e sceneggiatore tedesco
- Helge von Koch, matematico svedese

### Variante maschile Helgi
- Helgi, mercante islandese
- Helgi Daníelsson, calciatore islandese
- Helgi Kolviðsson, calciatore e allenatore di calcio islandese
- Helgi Ólafsson, scacchista islandese
- Helgi Tomasson, ballerino, coreografo e direttore artistico islandese

## Il nome nelle arti
- Helga è un personaggio della serie a fumetti Hagar l'Orribile.
- Helga è un personaggio della serie di manga Vinland Saga.
- Helga è un personaggio del film del 1922 La terra che brucia, diretto da Friedrich Wilhelm Murnau.
- Helga è un personaggio del film d'animazione del 1999 Gen¹³, diretto da Kevin Altieri.
- Helga è un personaggio del film del 2001 Codice: Swordfish, diretto da Dominic Sena.
- Helgi Hjörvarðsson è un personaggio della mitologia norrena.
- Helga Aufschrey è un personaggio del film del 1992 Heimat 2 - Cronaca di una giovinezza, diretto da Edgar Reitz.
- Helga Brandt è un personaggio del film del 1967 Agente 007 - Si vive solo due volte, diretto da Lewis Gilbert.
- Helga Eveshim è un personaggio del film del 1990 Chi ha paura delle streghe?, diretto da Nicolas Roeg.
- Helga Sinclair è un personaggio del film d'animazione del 2001 Atlantis - L'impero perduto, diretto da Gary Trousdale e Kirk Wise.
- Helga Ulmann è un personaggio del film del 1975 Profondo rosso, diretto da Dario Argento.
- Helga von Bulow è un personaggio del videogioco Return to Castle Wolfenstein.